# Modernização da Suécia
Na segunda metade do séc. XIX, a Suécia  assistiu a uma enorme ascensão da classe média. Em 1866, o velho Parlamento das Classes Sociais (fyrståndsriksdagen) - Nobreza, Clero, Burguesia e Camponeses - foi substituído pelo novo Parlamento de Duas Câmaras (tvåkammarriksdagen), iniciando-se assim um novo período da história do país.

O quadro económico foi caracterizado pela modernização do país, marcada pela sua industrialização e pela forte emigração para os Estados Unidos.

O fim deste período está delimitado pela dissolução da União Suécia-Noruega, em 1905.

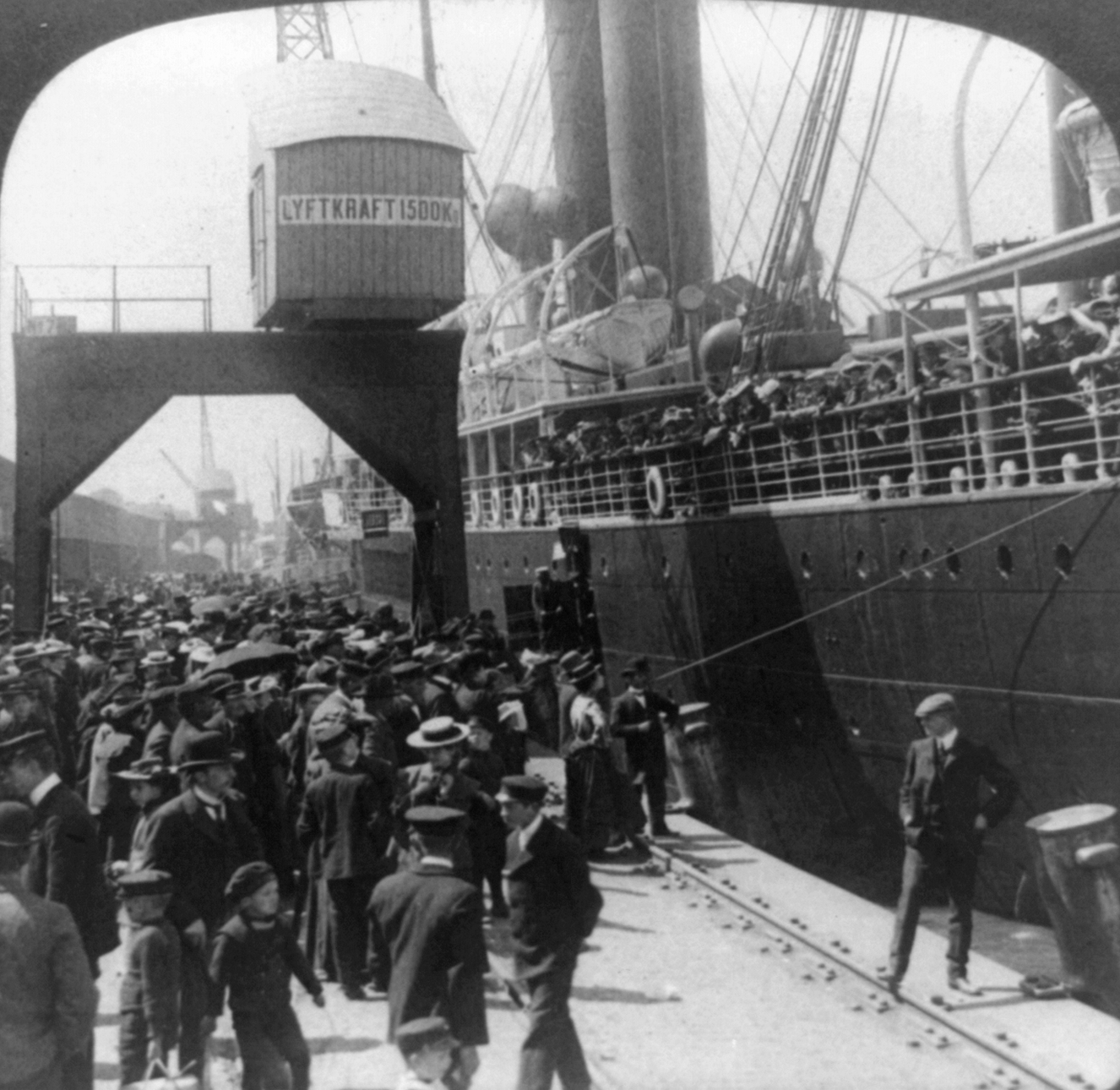
Emigrantes suecos embarcam em Gotemburgo em 1905.

## Industrialização e emigração
A economia predominantemente agrícola da Suécia mudou rapidamente de vilas para fazendas privadas durante a Revolução Industrial. A industrialização ganhou novo incentivo com a produção de energia hidrelétrica. Aumentou a produção de ferro, aço, papel, têxteis e produtos químicos ao mesmo tempo em que o número de trabalhadores triplica. A participação do setor industrial no produto interno bruto da Suécia foi de 13% em 1861-1865 a 28% em 1911-1915.
Contudo essas mudanças não conseguiram trazer melhorias económicas e sociais proporcionais ao crescimento da população. Cerca de um milhão de suecos migrou entre 1850 e 1890, principalmente para os Estados Unidos.

## Liberalização
O século XIX foi marcado pelo surgimento da imprensa liberal de oposição - com o jornal Aftonbladet como porta-voz, pelo fim dos monopólios das corporações profissionais - favorecendo o surgimento de empresas livres, pela introdução de reformas fiscais e eleitorais, pela instalação do serviço militar nacional e pelo surgimento dos três partidos que dominariam a vida política sueca na primeira metade do século XX: o Social Democrata, o Liberal e o Conservador.

## Monarcas da Suécia: 1866-1905
- 1859–1872 - Carlos XV (Karl XV)
- 1872–1907 - Óscar II (Oscar II)

## Primeiros-ministros da Suécia: 1866-1905
| Primeiro-Ministro | Primeiro-Ministro     | Início do mandato      | Fim do mandato         | Partido           |
| ----------------- | --------------------- | ---------------------- | ---------------------- | ----------------- |
|                   | Louis Gerhard De Geer | 20 de março de 1876    | 19 de abril de 1880    | Independente      |
|                   | Arvid Posse           | 19 de abril de 1880    | 13 de junho de 1883    | Lantmanna         |
|                   | Carl Johan Thyselius  | 13 de junho de 1883    | 16 de maio de 1884     | Independente      |
|                   | Robert Themptander    | 16 de maio de 1884     | 6 de fevereiro de 1888 | Independente      |
|                   | Gillis Bildt          | 6 de fevereiro de 1888 | 12 de outubro de 1889  | Independente      |
|                   | Gustaf Åkerhielm      | 12 de outubro de 1889  | 10 de julho de 1891    | Protecionista     |
|                   | Erik Gustaf Boström   | 10 de julho de 1891    | 12 de setembro de 1900 | Lantmanna         |
|                   | Fredrik von Otter     | 12 de setembro de 1900 | 5 de julho de 1902     | Independente      |
|                   | Erik Gustaf Boström   | 5 de julho de 1902     | 13 de abril de 1905    | Lantmanna         |
|                   | Johan Ramstedt        | 13 de abril de 1905    | 2 de agosto de 1905    | Independente      |
|                   | Christian Lundeberg   | 2 de agosto de 1905    | 7 de novembro de 1905  | Protecionista     |
|                   | Karl Staaff           | 7 de novembro de 1905  | 29 de maio de 1906     | Coligação Liberal |